# Carice & Halina
Carice & Halina was een wekelijkse Nederlandse podcast waarin actrices Carice van Houten en Halina Reijn gesprekken voerden over hun vriendschap, werk, hun interesses en persoonlijke onderwerpen. De podcast werd geproduceerd door Man Up, het gezamenlijke productiebedrijf van Van Houten en Reijn, in samenwerking met De Stroom. Het idee voor de podcast ontstond uit de wens om hun vriendschap te onderhouden, ondanks de fysieke afstand tussen hen, aangezien Reijn in New York woonde en Van Houten in Nederland. De eerste aflevering verscheen op 22 februari 2023. In augustus van dat jaar verhuisde de podcast naar het betaalde platform Podimo.
Op 19 november 2023 maakten Van Houten en Reijn bekend dat zij hun samenwerking binnen het productiebedrijf Man Up hadden beëindigd om afzonderlijke carrières na te streven. Reijn bleef actief binnen Man Up, terwijl Van Houten haar eigen productiehuis, Bird Cat, oprichtte. Ondanks deze zakelijke scheiding bleef de podcast tijdelijk doorgaan, met productie verzorgd door Man Up in samenwerking met Bird Cat. De laatste aflevering van de podcast werd uitgebracht op 3 januari 2024, waarna er geen nieuwe afleveringen meer zijn verschenen.

## Afleveringen
| Aflevering | Datum             | Titel                                                |
| ---------- | ----------------- | ---------------------------------------------------- |
| 1          | 22 februari 2023  | Ouwe koeien uit de sloot dreggen                     |
| 2          | 1 maart 2023      | Snoopy truien en levervlekken                        |
| 3          | 8 maart 2023      | Geer & Goor van het Nederlands toneel                |
| 4          | 15 maart 2023     | Hollywood                                            |
| 5          | 22 maart 2023     | Geen tepels geen schaamhaar!                         |
| 6          | 29 maart 2023     | Namasteetjes                                         |
| 7          | 5 april 2023      | Masseur of boswachter?                               |
| 8          | 12 april 2023     | Kindertijd                                           |
| 9          | 19 april 2023     | Moederschàààp                                        |
| 10         | 26 april 2023     | Saldo ontoereikend                                   |
| 11         | 3 mei 2023        | Seks                                                 |
| 12         | 10 mei 2023       | Roem                                                 |
| 13         | 17 mei 2023       | Selfcare & Schoonheid                                |
| 14         | 24 mei 2023       | Reizen                                               |
| 15         | 31 mei 2023       | Moederschàààp II                                     |
| 16         | 7 juni 2023       | Theater                                              |
| 17         | 14 juni 2023      | Eten                                                 |
| 18         | 21 juni 2023      | Money, money, money                                  |
| 19         | 28 juni 2023      | In de put                                            |
| 20         | 5 juli 2023       | Slapeloze nachten                                    |
| 21         | 22 augustus 2023  | Getetter, getater en geblaat                         |
| 22         | 29 augustus 2023  | Nooit meer in bikini                                 |
| 23         | 5 september 2023  | Mensenmassa’s en modder                              |
| 24         | 12 september 2023 | Trouwen met een cyborg                               |
| 25         | 19 september 2023 | Kanten doeken en schapenvelletjes                    |
| 26         | 26 september 2023 | Haters, trollen en fitties                           |
| 27         | 3 oktober 2023    | Guilty pleasures                                     |
| 28         | 10 oktober 2023   | Fitgirls & Killerbodies                              |
| 29         | 17 oktober 2023   | Drank, drugs en Jiskefet                             |
| 30         | 24 oktober 2023   | Acteren kan je leren                                 |
| 31         | 1 november 2023   | Hollywood op datingapps                              |
| 32         | 8 november 2023   | Haat aan verjaardagen                                |
| 33         | 15 november 2023  | Jezelf zijn, rimpelgroeven en de fillers van Madonna |
| 34         | 22 november 2023  | Nee zeggen en keuzes maken                           |
| 35         | 29 november 2023  | Hormóóónen                                           |
| 36         | 6 december 2023   | Behind the scenes: echt versus nep                   |
| 37         | 13 december 2023  | Kontloze broeken en parelkettingen                   |
| 38         | 20 december 2023  | Orgasmes, fetisjen en vrijscènes                     |
| 39         | 27 december 2023  | Welkom bij de eindejaarsshow                         |
| 40         | 3 januari 2024    | Is de cirkel rond?                                   |